# Guatemala megye
Guatemala az azonos nevű ország, Guatemala egyik megyéje. Az ország középső részétől kissé délre terül el. Székhelye, Guatemalaváros, egyben az ország fővárosa is.

## Földrajz
Az ország középső részétől kissé délre elterülő megye északon Baja Verapaz, keleten El Progreso és Jalapa, délkeleten Santa Rosa, délnyugaton Escuintla, nyugaton pedig Sacatepéquez és Chimaltenango megyével határos.

## Népesség
Ahogy egész országban, a népesség növekedése Guatemala megyében is gyors. A változásokat szemlélteti az alábbi táblázat:
| Év             | Lakosság  |
| -------------- | --------- |
| 1981           | 1 311 192 |
| 1994           | 1 813 825 |
| 2002           | 2 541 581 |
| 2014 (becsült) | 3 306 397 |

### Nyelvek
2011-ben a lakosság 8,8%-a beszélte a kakcsikel, 2,3%-a a kicse, 0,2%-a a kekcsi és 0,7%-a a mam nyelvet.

## Képek

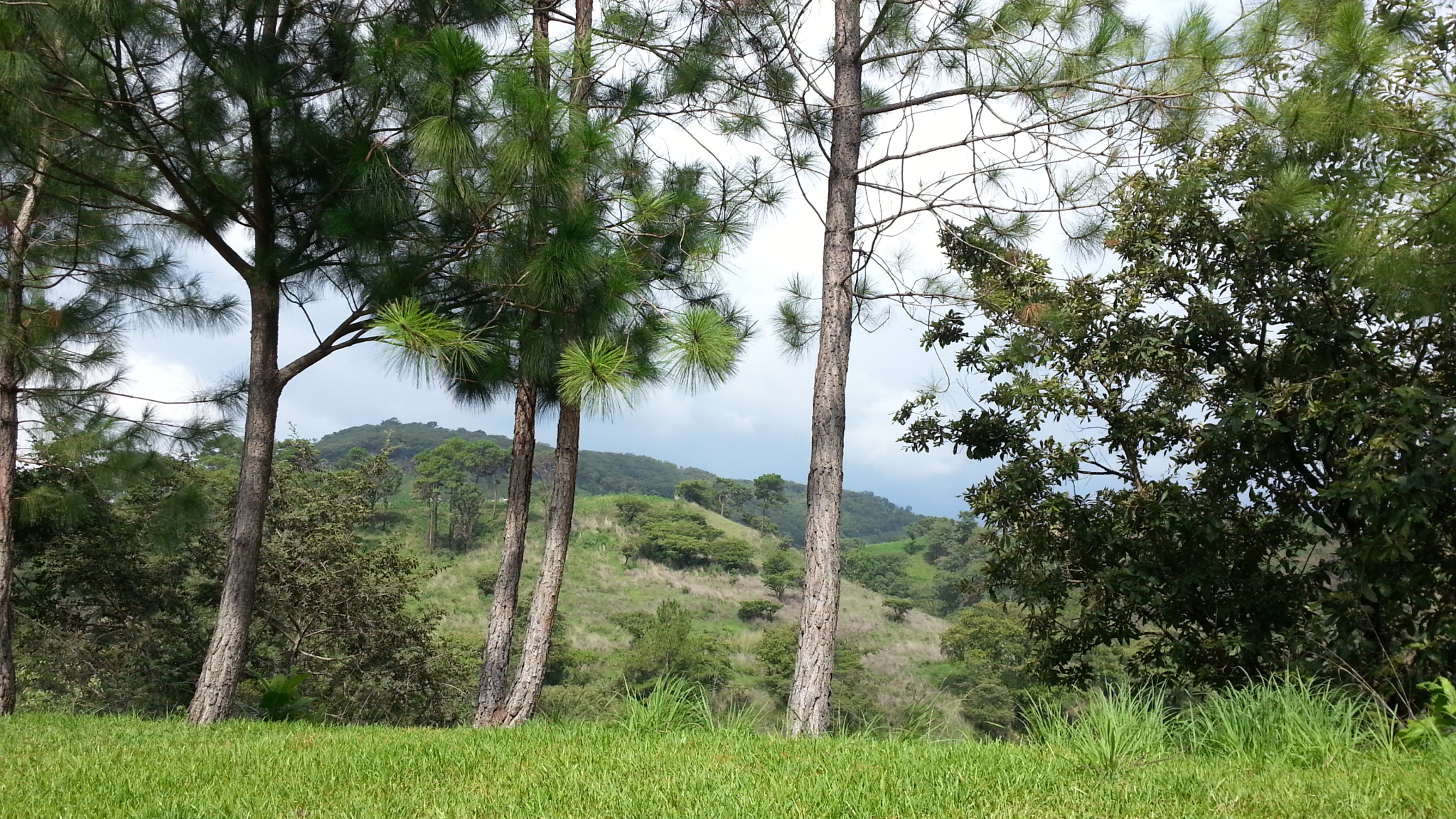
Tájkép
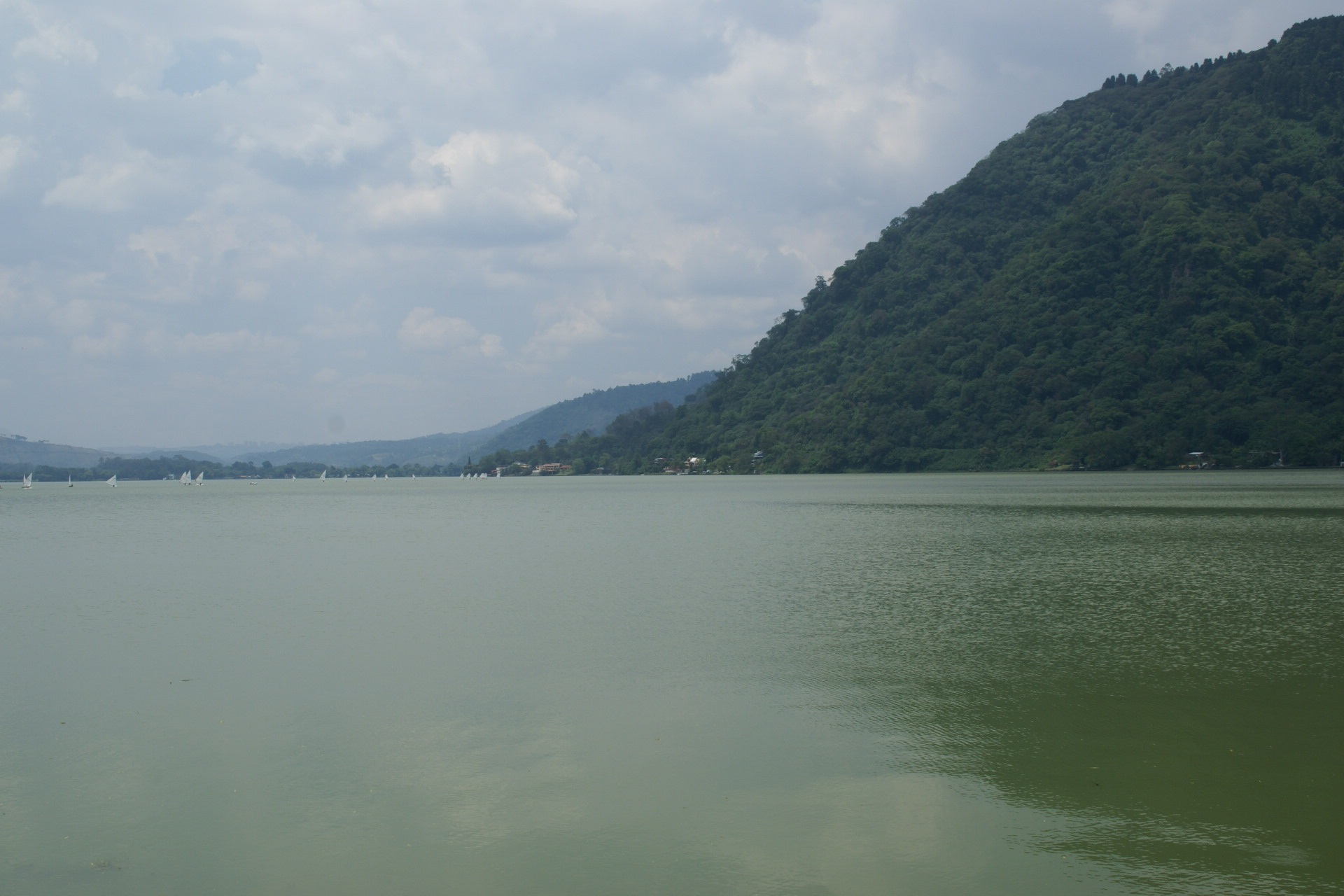
Az Amatitláni-tó
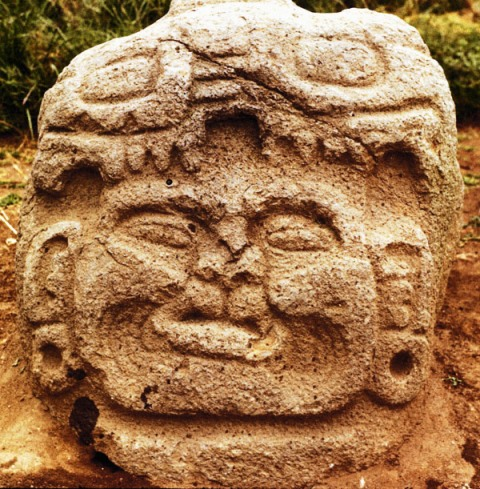
Lelet a Kaminaljuyú maja régészeti lelőhelyen
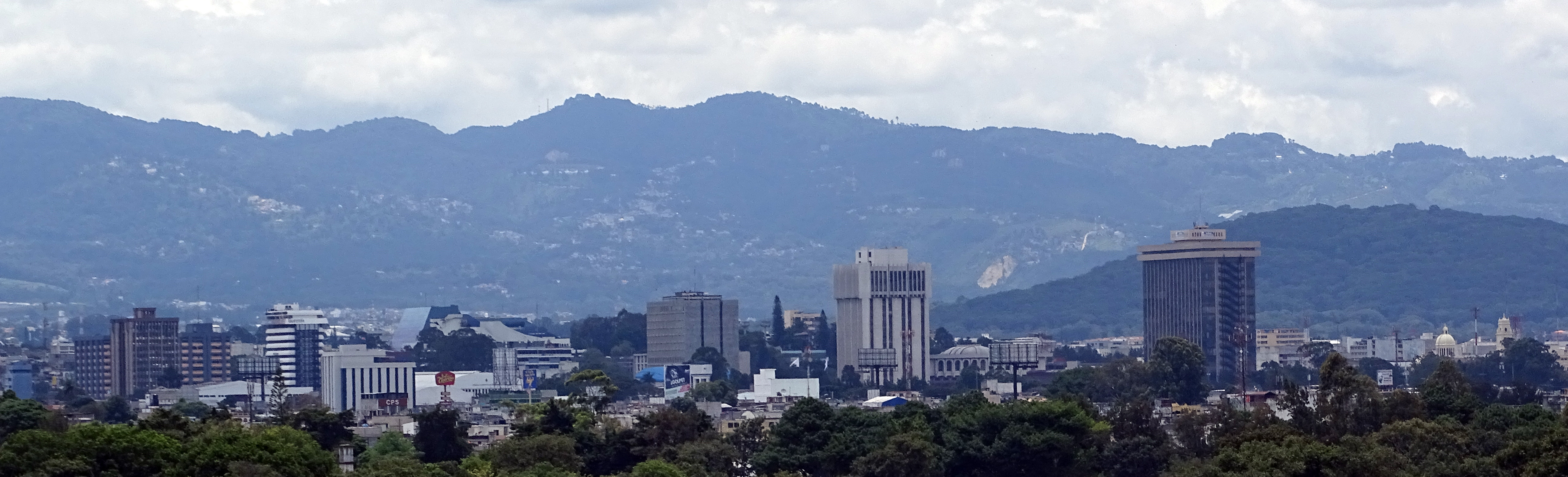
Guatemalaváros látképe